# 埃尔帕洛马尔
埃尔帕洛马尔，是西班牙巴伦西亚自治区巴伦西亚省的一个市镇。总面积8平方公里，总人口511人（2001年），人口密度64人/平方公里。